# NGC 665
NGC 665 è una galassia lenticolare situata nella costellazione dei Pesci, a una distanza di circa 249 milioni di anni luce dalla nostra Via Lattea.

## Scoperta
NGC 665 è stata scoperta il 4 settembre 1786 dall'astronomo britannico di origine tedesca William Herschel.

## Descrizione
NGC 665 presenta una larga riga a 21 cm dell'idrogeno neutro.

## Gruppo di IC 1723
La galassia NGC 665 fa parte del Gruppo di IC 1723.
Oltre a IC 1723, le principali galassie di questo gruppo sono NGC 665, NGC 671, NGC 673, NGC 677, NGC 683, IC 156 e IC 162.
Alcune di queste galassie (come NGC 683) erano state incluse da Garcia nel Gruppo di NGC 673, mentre altre (come NGC 671 e NGC 677) erano state incluse da Mahtessian nel Gruppo di NGC 671. Tutte le galassie dei due gruppi sono ora state riunite in un unico gruppo denominato Gruppo di IC 1723, dal nome della galassia più grande del gruppo.